# (215) Энона
(215) Энона (др.-греч. Οινώνη) — типичный астероид главного пояса, который был обнаружен 7 апреля 1880 года русским астрономом немецкого происхождения Виктором Кнорре в обсерватории около Берлина и назван в честь Эноны, нимфы в древнегреческой мифологии. Это был второй из четырёх открытых им астероидов.

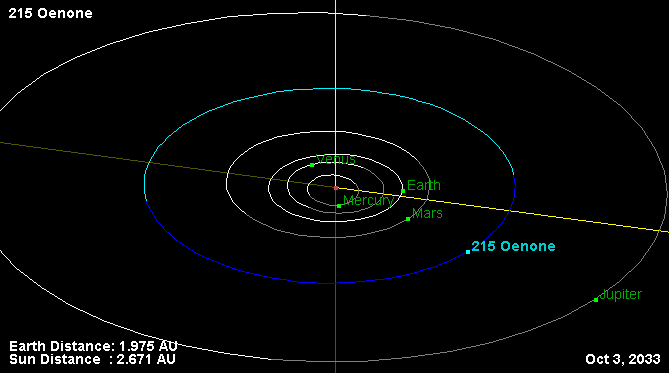
Орбита астероида Энона и его положение в Солнечной системе